# Crookers
The Crookers – włoski duet grający muzykę elektroniczną utworzony w 2003 roku. W 2012 artyści przestali współpracować.

## Dyskografia

### Single
- Put Your Hands On Me
- No Security
- What Up Y'all
- Remedy
- Dr.Gonzo
- Ghetto Guetta

### EP
- 2006 – End 2 End
- 2007 – Funk Mundial
- 2008 – Knobbers
- 2008 – Mad Kidz
- 2008 – E.P.istola

### LP
- 2009 – Put your hands on me
- 2010 – Tons Of Friends